# PrimoPDF
PrimoPDF es un programa Freeware que permite crear archivos PDF a partir de documentos imprimibles en computadoras con Microsoft Windows. Funciona como una impresora virtual. No muestra publicidad al usuario, pero utiliza el programa publicitario OpenCandy, y sus términos de servicio indican que puede usarlo para recomendar otro software al usuario.
PrimoPDF es desarrollado por la misma empresa responsable del software comercial Nitro PDF. Según su sitio web en febrero de 2023, la versión 5.1.0.2 seguía siendo la actual.
PrimoPDF requiere Microsoft .NET Framework 2.0. Al ejecutarse, intenta descargar actualizaciones automáticas desde www.primopdf.com cada vez que imprime, aunque esta función puede desactivarse en la configuración del programa. Utiliza el conversor de archivos Ghostscript y el software de redirección de impresora RedMon.
Según su documentación, PrimoPDF ofrece las siguientes características:
- Soporte para perfiles de creación (Pantalla, eBook, Impresión, Preimpresión y Personalizado).
- Posibilidad de agregar salida a un archivo PDF existente.
- Seguridad basada en contraseña.
- Permite establecer metadatos PDF como autor, título, tema y palabras clave.
- Crea archivos compatibles con PDF versión 1.2, 1.3, 1.4 y 1.5.

El software utiliza OpenCandy (que incluye spyware) para distribuir publicidad.